# Kapitänleutnant
Kapitänleutnant ist ein militärischer Dienstgrad der Marine.

## Bundeswehr
Kapitänleutnant ist ein Dienstgrad der Bundeswehr für Marineuniformträger. Gesetzliche Grundlage ist die Anordnung des Bundespräsidenten über die Dienstgradbezeichnungen und die Uniform der Soldaten und das Soldatengesetz.

### Anrede
In der Zentralrichtlinie A2-2630/0-0-3 „Militärische Formen und Feiern der Bundeswehr“ (ehemals ZDv 10/8) wird neben der regelmäßigen Anrede „Herr Kapitänleutnant“ ferner auch explizit auf das in der Umgangssprache der Marine gebräuchliche „Herr Kaleu“ als Kurzform hingewiesen.

### Dienstgradabzeichen
Die Dienstgradabzeichen des Kapitänleutnants zeigen drei Ärmelstreifen auf beiden Unterärmeln. Die beiden äußeren Streifen sind mittelbreit; der innere schmal.

### Sonstiges
Die Dienstgradbezeichnung ranggleicher Luftwaffen- und Heeresuniformträger lautet Hauptmann. Hinsichtlich Befehlsbefugnis, Ernennung, Sold, den nach- und übergeordneten Dienstgraden, ähnlich auch hinsichtlich der Dienststellungen sind Kapitänleutnante und Hauptleute gleichgestellt.
| Offizierdienstgrad |                                                                   |                                     |
| Niedrigerer Dienstgrad |                                                                   | Höherer Dienstgrad                  |
| Oberleutnant Oberleutnant zur See                                                                                               | Hauptmann Kapitänleutnant Stabsarzt Stabsapotheker Stabsveterinär | Stabshauptmann Stabskapitänleutnant |
| Dienstgradgruppe: Mannschaften – Unteroffiziere o.P. – Unteroffiziere m.P. – Leutnante – Hauptleute – Stabsoffiziere – Generale |                                                                   |                                     |

## Volksmarine
Der Kapitänleutnant war in der Volksmarine der DDR ein Dienstgrad in der Dienstgradgruppe der Hauptleute und vergleichbar dem NATO-Rangcode OF-2. Er entsprach dem Hauptmann der NVA.
Das Dienstgradabzeichen bestand aus Schulterstücken mit marineblauem Untergrund und parallel verlaufenden silberfarbenen Schnüren. Auf dem Schulterstück waren vier viereckige goldfarbene Schultersterne angebracht. Das Ärmelabzeichen bestand aus zwei gelbfarbenen einfachen und einem schmalen Streifen. Darüber war das Laufbahnabzeichen aufgenäht. Im Unterschied zu allen übrigen deutschen Marinestreitkräften bedeckten die Ärmelabzeichen nur zu ca. 40 % den Ärmelumfang.
| Dienstgrad                        |                            |                         |
| niedriger: Oberleutnant (zur See) | Kapitänleutnant(Hauptmann) | höher: Korvettenkapitän |

## Kaiserliche und Kriegsmarine
Im Deutschen Kaiserreich und der Kriegsmarine war der Kapitänleutnant ein Dienstrang der Dienstgradgruppe der Hauptleute, vergleichbar dem damaligen Hauptmann.
Ingenieuroffiziere trugen an Stelle des Seesterns am Ärmel und auf den Schulterstücken ein Zahnrad, Sanitätsoffiziere den Äskulapstab, Marinewaffendienst zwei gekreuzte Rohre, Sperrwaffendienst eine Raise (symbolisierte Mine), Nachrichtendienst einen Blitz, Verwaltungsoffiziere den Merkurstab.
Im Kaiserreich trug der Kapitänleutnant nur zwei (mittel-)breite Streifen am Ärmel. Seeoffiziere an Stelle des Seesterns eine Krone.
| Dienstgrad                      |                 |                         |
| niedriger: Oberleutnant zur See | Kapitänleutnant | höher: Korvettenkapitän |

## Frühere deutsche und österreichische Streitkräfte
In den deutschen Territorialheeren und in der Armee des Kaisertums Österreich stand der Capitain-Lieutenant oder Kapitänlieutenant im Rang zwischen dem Hauptmann und dem Oberleutnant. In Preußen entsprach ihm der Stabskapitän bzw. Stabshauptmann. Oft war er der tatsächliche Führer einer Kompanie, nicht aber deren Inhaber. In den meisten Landstreitkräften verschwand der Rang um die Mitte des 19. Jahrhunderts. In Österreich wurde der Capitän-Lieutenant 1849 in Hauptmann 2. Classe umbenannt.
Der dem deutschen Kapitänleutnant entsprechende österreichisch-(ungarische) Marine-Dienstgrad war Linienschiffsleutnant.

## Britische Streitkräfte

Lt, Royal Navy

In der britischen Royal Navy wird der Rang des Kapitänleutnants (NATO Code OF-2) als Lieutenant (kurz: Lt) bezeichnet.

## Frühere französische Streitkräfte
In der französischen Armee des Ancien Régime war der Capitaine-lieutenant der Chef einer Einheit der königlichen Garde. Der oberste Rang war hier der eines Capitaine, welcher aber stets vom König selbst bekleidet wurde.

## Kanadische Streitkräfte

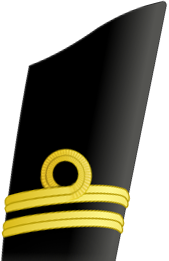
Lt(N), Royal Canadian Navy

In den kanadischen Seestreitkräften, der Royal Canadian Navy, wird der Rang des Kapitänleutnants (NATO Code OF-2) als Lieutenant (kurz: Lt(N)) bezeichnet.

## US-amerikanische Streitkräfte
In der United States Navy wird der Rang als Lieutenant bezeichnet. Er entspricht dem Rang eines Hauptmanns (Captain) bei der United States Army und der United States Air Force. Alle gehören der Offiziersgruppe O-3 an.

## Bemerkungen
1. ↑  Links: Dienstgradabzeichen auf einer Schulterklappe für Marineuniformträger des Truppendienstes bzw. des militärfachlichen Dienstes. Rechts: Ärmelabzeichen der Jacke des Dienstanzugs eines Marineuniformträgers des Truppendienstes bzw. des militärfachlichen Dienstes. Der Stern ist bei beiden Ausführungen das Laufbahnabzeichen für Offiziere des Truppendienstes bzw. des militärfachlichen Dienstes. Andere Laufbahnen weisen andere Laufbahnabzeichen auf.
2. 1 2  ggf. stattdessen Frau, vgl. hier
3. ↑  In der ZDv 37/10 sind neben der in der Anordnung des Bundespräsidenten über die Dienstgradbezeichnungen und die Uniform der Soldaten beschriebenen Form als Ärmelabzeichen auch entsprechende (d. h. gleichgestaltete) Schulterabzeichen für Marineuniformträger beschrieben.